# 기동전사 건담 SEED C.E.73 STARGAZER
《기동전사 건담 SEED C.E.73 STARGAZER》(일본어: 機動戦士ガンダムSEED C.E.73 STARGAZER, きどうせんしガンダムシード コズミック･イラななじゅうさん スターゲイザー, 영어: Mobile Suit Gundam SEED SEED C.E.73 STARGAZER)는 건담 시리즈의 하나로 《기동전사 건담 SEED》와 같이 코즈믹 이라를 무대로 설정한 세계에 대한 애니메이션 작품이다.

## 같이 보기
- 기동전사 건담 SEED
- 기동전사 건담 SEED DESTINY